# LaScie
LaScie is een gemeente (town) in de Canadese provincie Newfoundland en Labrador. De gemeente ligt op het schiereiland Baie Verte aan de noordkust van het eiland Newfoundland.

## Toponymie
De naam van het dorp komt van het Franse la scie, hetgeen "de zaag" betekent. De naam verwijst naar de heuvels die het dorpje omringen; met name hun gelijkenis met een gekarteld zaagblad.
LaScie dankt zijn Franstalige naam aan het feit dat het tot 1904 deel uitmaakte van de zogenaamde Franse kust van Newfoundland, een gebied waar Fransen visserijrechten genoten.

## Geschiedenis
In 1955 werd het dorp een gemeente met de status van local improvement district (LID).
Als relatief grote plaats wist LaScie sinds de jaren 1960 inwijkelingen aan te trekken uit geïsoleerde gemeenschappen uit de omliggende regio, uit kleine outports zoals Round Harbour. Zo hervestigden in 1967 alle inwoners van de voor de kust van Baie Verte gelegen gemeenschap Horse Islands zich naar LaScie. Dit kaderde in de bredere hervestigingspolitiek in de provincie. Tussen 1971 en 1976 kreeg de gemeente LaScie het statuut van town.
Op 7 november 2020 vond er een brand plaats die het belangrijkste openbare gebouw van het dorp zeer ernstig beschadigde. Het gebouw huisvestte immers de gemeentelijke brandweerkazerne, ambulancedienst, bibliotheek en gemeenteraadszaal.

## Geografie
LaScie ligt aan de noordkust van het schiereiland Baie Verte. Het dorp ligt voorts minder dan 10 km ten westen van Cape St. John, het meest oostelijke punt van het schiereiland. In een straal van 15 km rond LaScie bevinden zich naast de gemeenten Brent's Cove en Tilt Cove ook de gehuchten Shoe Cove en Harbour Round en de spookdorpen Snook's Arm en Round Harbour.

## Demografie
Demografisch gezien is LaScie met 820 inwoners het op een na grootste dorp van het schiereiland. Net zoals de meeste kleine dorpen op Newfoundland, is ook LaScie echter aan het krimpen. Tussen 1991 en 2021 daalde de bevolkingsomvang met 592 inwoners (-41,9%).
| Demografische ontwikkeling van LaScie tussen 1951 en 2021                  |
| -------------------------------------------------------------------------- |
|                                                                            |
| Bron: Statistics Canada (1951–1986, 1991–1996, 2001–2006, 2011–2016, 2021) |

## Gezondheidszorg
Gezondheidszorg wordt in de gemeente aangeboden door het LaScie Community Health Centre. Deze lokale zorginstelling valt onder de bevoegdheid van de gezondheidsautoriteit Central Health en biedt de inwoners uit de omgeving basale eerstelijnszorg aan.